# Jorge Buxadé Villalba
Jorge Buxadé Villalba, né le 16 juin 1975 à Barcelone, est un homme politique espagnol membre du parti politique d'extrême droite Vox. Il est député européen depuis 2019.

## Biographie
Jorge Buxadé se présente aux élections européennes de 1995 sur la liste de la Phalange espagnole des JONS. Il est également candidat aux élections générales de 1996 à Barcelone pour la Phalange authentique.
Il travaille dans les années 2000 comme avocat de l'État. Il est également conseiller de la députée Victoria Bateman, du Parti populaire.
Lors des élections européennes de 2019, il est élu député européen pour la formation d'extrême droite Vox.
Il devient le numéro trois de Vox en 2020, derrière Santiago Abascal et Javier Ortega Smith.
Lors de la neuvième législature du Parlement européen (2019-2024), il est rapporteur de l'un des textes du pacte sur la migration et l'asile.
Il est réélu en 2024.

## Prises de position
Jorge Buxadé Villalba se reconnait admirateur de José Antonio Primo de Rivera, le fondateur de la Phalange espagnole. En septembre 2012, il décrit José Antonio et Ernesto Giménez Caballero, l'un des idéologues du fascisme en Espagne, comme « deux âmes supérieures ». Dans ce même article, publié sur son blog, il condamne la Constitution de 1978, adoptée après la fin du régime franquiste.
En mars 2020, il déclare devant le Parlement européen qu'il trouvait « jolies » les images controversées de policiers grecs chargeant des migrants, y compris des enfants.
Lors de la montée des tentions entre l'Otan et la Russie en 2021-2022, il déclare que « les actions militaires de la Russie à la frontière orientale de l’Europe nous ont conduits au bord de la guerre » et que « la solidarité, la détermination et la coopération en matière de défense entre les nations d'Europe sont nécessaires face à de telles menaces ».